# 므르데카 광장 (쿠알라룸푸르)

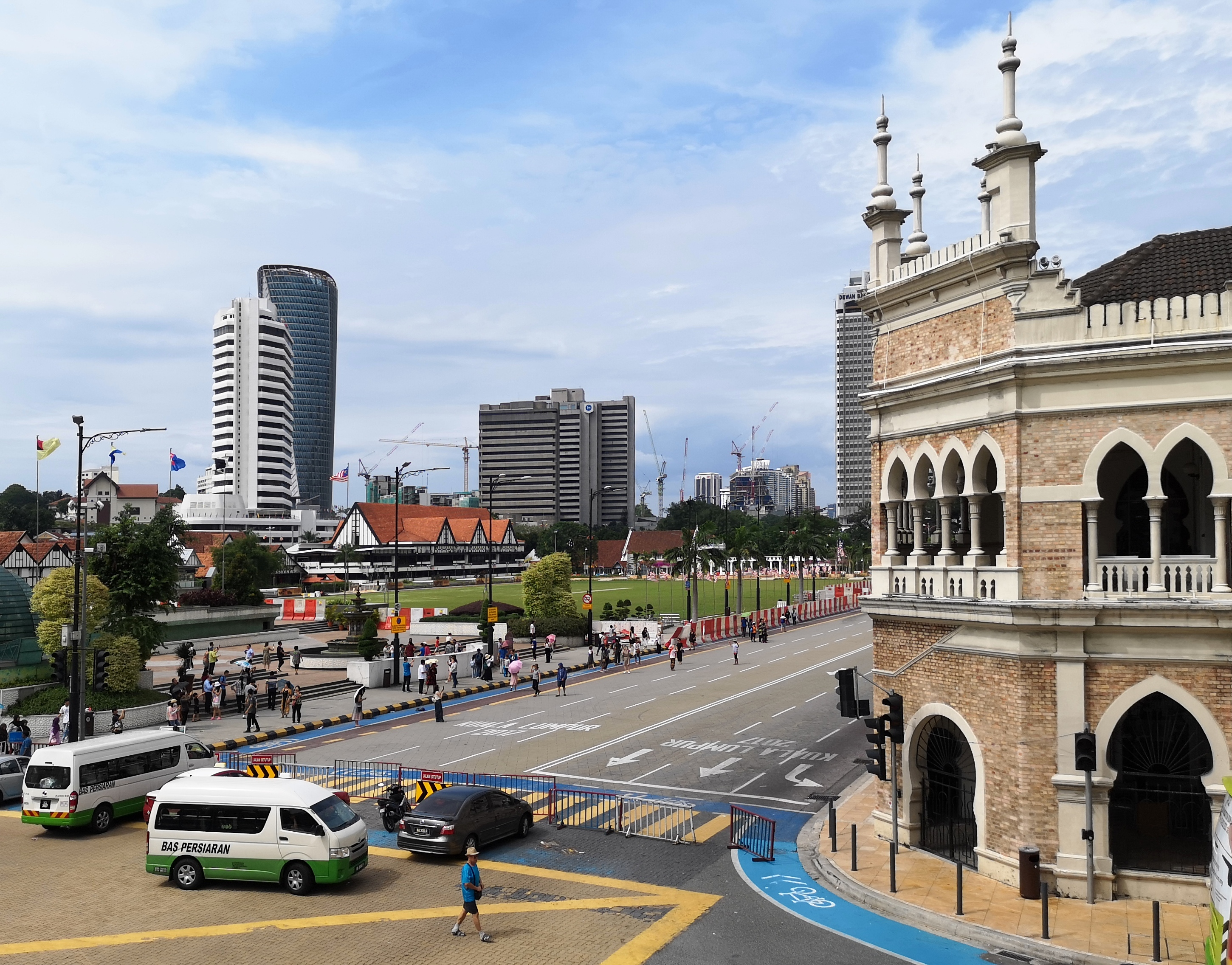
므르데카 광장

므르데카 광장(말레이어: Dataran Merdeka 다타란 므르데카[*]→독립광장)은 말레이시아 쿠알라룸푸르에 있는 광장이다. 술탄 압둘 사마드 빌딩 앞에 위치해있으며 1957년 8월 31일 자정 말레이시아의 독립이 선포되고 광장의 국기 게양대에 걸려있던 유니언 잭(영국의 국기)을 끌어내리고 잘루르 그밀랑(말레이시아의 국기)을 게양한 광장이다.

## 같이 보기
- 므르데카 광장 (자카르타)
- 푸트라 광장